# Torre del Senyor Enric
La torre del Senyor Enric és un edifici modernista dels Hostalets de Pierola (Anoia) inclòs a l'Inventari del Patrimoni Arquitectònic de Catalunya.

## Descripció
Casa aïllada i envoltada per un mur de pedra i maó. està formada per dos cossos : un a la façana principal de planta baixa, pis, una torratxa i un petit terrat i un darrere d'aquest format per planta, pis i terrat. La façana principal destaca per la seva simetria. en els obertures de la planta baixa s'ornamenten les llindes amb motllures de tema vegetal fets de pedra artificial. És interessant el voladís de la teulada, de ceràmica vidriada, tant a la façana com a la torratxa. També la barana del terrat que forma petits merlets i les baranes de ferro forjant dels balcons. I els elements decoratius de ceràmica de la façana. A la façana posterior destaca el porxo i la terrassa amb barana de pedra artificial.

## Història
L'edifici, obra de Miquel Casals Isart i promogut per l'empresari Enric Cucurella Vidal, es va construir en dos fases. La primera, de la planta baixa, fou l'any 1903 i la segona, de la resta, l'any 1920, que és quan va adquirir la seva actual aspecte, dominat per una torratxa-mirador. L'edifici fou heretat per la filla gran de Cucurella.
El 1983 va ser adquirida per l'ajuntament per a ser utilitzat com a dependències municipals. Fou la seu de l'Ajuntament fins a l'estiu de l'any 2008. L'augment de la població va fer que l'espai que ocupava l'ajuntament i altres serveis del poble, es quedessin petits i calgués modificar-ne la ubicació. Actualment la Torre del Senyor Enric acull l'arxiu de l'Ajuntament i la brigada municipal.
El carrer J. Mestre Lladós va ser urbanitzat a començaments dels.XX.
Aquest edifici forma part del conjunt format per les cases nª1,3,5,7.